# Eduardo Frei Montalva
Eduardo Nicanor Frei Montalva, född 16 januari 1911 i Santiago de Chile, död 22 januari 1982 i Santiago de Chile, var en chilensk jurist, redaktör och politiker för Kristdemokratiska partiet (Partido Democrata Cristiano, PDC). Frei var Chiles president mellan 1964 och 1970, senator 1949–1973 och senatens president 1973. Ingick äktenskap med Maria Ruiz Tagle och fick fem barn. Hans äldste son, Eduardo Frei Ruiz-Tagle, var Chiles president 1994–2000.
Han bildade Chiles kristdemokratiska parti 1957, och blev dess förste ordförande. Han var tidigare ordförande i partiet Falange Nacional 1941–1946 och senare även ordförande för Kristdemokratiska internationalen (CDI) 1967–1972.
Frei, vars stöd för Salvador Allende i presidentvalet 1970 varit avgörande för dennes seger i andra valomgången (i kongressen), sällade sig slutligen till regeringens motståndare och genomdrev 1973 en petition om presidentens avsättande på grund av påstådda brott mot grundlagen, vilket blev katalysatorn för militärkuppen i Chile 1973. I och med den tillträdande militärdiktaturens upplöstes parlamentet, och Frei blev snart en kritiker av Augusto Pinochets militärdiktatur. Han avled i Santiago de Chile efter vad som beskrevs som en tids sjukdom, medan en senare obduktion visade spår av senapsgas. En utredning om de närmare omständigheterna kring hans död påbörjades 2006, för att 2009 åtala sex personer för inblandning i giftmordet på honom.

## Bakgrund
Eduardo Frei Montalva föddes i en medelklassfamilj till Eduardo Frei Schlinz, en schweiziskfödd invandrare från Österrike, och Victoria Montalva. Martinez Eduardo Frei tog studentexamen från Instituto de Humanidades Luis Campino och studerade juridik vid Pontificia Universidad Católica de Chile, där han tog examen som kursetta 1933. 1934 skrev Frei artiklar i dagstidningen El Diario Ilustrado och blev chefredaktör för dagstidningen El Tarapacá de Iquique.  1937 återvände Frei till akademin för att undervisa i arbetsrätt vid Pontificia Universidad Católica. 
Frei var chilensk delegat till den Internationella katolska studentkongressen i Rom 1934. Denna händelse fick ett stort inflytande för Frei. Under kongressen fick Frei träffa påven Pius XI; kardinal Eugenio Pacelli, senare påve Pius XII; och den franska filosofen Jacques Maritain, känd för sin kristna sociala samhällslära, sin nythomistiska forskning och sin filosofi, personalismen. Dessa tre män fick ett stort inflytande för hans politiska filosofi. 
Frei var djupt religiös och blev tidigt intresserad av politik och samhällsfrågor. Han orienterade sig mot traditionellt katolskt tänkande i Chile och det konservativa partiet.
Men Frei ansåg tidigt att detta parti var motståndare även till förändringar som han ansåg måste genomföras i det chilenska samhället och att partiet saknade lösningar på en rad viktiga sociala problem. Frei ansåg också att det konservativa partiet förlorade inflytande till nya partier. Frei tillhörde en grupp unga medlemmar som lämnade partiet och grundade sitt eget parti 1938, Falange Nacional (FN). Detta parti var ett försök att realisera en reforminriktad katolicism i politiken. FN var såväl antimarxistiskt som antikapitalistiskt. Frei kandiderade 1937 för en plats i det regionala parlamentet för Tarapacáprovinsen, där han var chefredaktör för en dagstidning i staden Iquique. Freis första försök misslyckades. Frei var FN:s ordförande 1941–1946. 
I maj 1946 blev Frei utnämnd till infrastruktur- och arbetsmarknadsminister i president Juan Antonio Ríos samlingsregering, men lämnade regeringen i protest i januari 1947 efter att Ríos hade givit polis och militär order att öppna eld mot strejkande arbetade. Senare blev Frei åter arbetsmarknadsminister i president Gabriel González Videlas regering, som hade efterträtt Rios. Frei blev nationellt respekterad för sin strävan att modernisera Chiles eftersatta transportsystem. Efter att ha misslyckats med att bli invald i flera valkampanjer, blev Frei invald i senaten 1949 och blev omvald 1953 och 1957. Falange Nacional och det socialkonservativa partiet Partido Conservador Social Cristiano (PCSC) slogs ihop och bildade Partido Democrata Cristiano (PDC) 1957, som valde Frei till sin första ordförande. 1958 kom Frei på tredje plats i presidentvalet efter den liberalkonservativa kandidaten Jorge Alessandri som vann valet, och den socialistiska kandidaten Salvador Allende. PDC hade valt att inte samverka med något annat parti trots förslag från liberaler, radikaler och socialdemokrater. 
Frei ingick 1935 äktenskap med Maria Ruiz-Tagle Jiménez och fick fem barn. Freis äldste son, Eduardo Frei Ruiz-Tagle, var Chiles president 1994–2000.

## Frei som president, 1964–1970
Under perioden fram till presidentvalet 1964 gick kristdemokraterna starkt framåt samtidigt som den konservativa alliansen gick bakåt, främst på grund av problem med att lösa landets svåra ekonomiska kris med hög inflation, fallande reallöner och växande arbetslöshet. För många väljare i 1964 års val framstod Frei som den enda trovärdiga ickesocialistiska kandidaten mot den av Salvador Allende ledda vänsteralliansen Frente de Acción Popular (FRAP), efter att Allende hade lyckats få det socialliberala partiet Partido Democrático Nacional (PADENA) och några andra mindre vänsterpartier att ansluta sig till FRAP. Denna gång vann Frei med 55,6 procent; han besegrade därmed Allende som kom tvåa med 38,6 procent, och den sittande presidenten Alessandri som kom trea, detta stämningsläge i opinionen gjorde att kristdemokraterna fick många röster från både höger och mitten som annars hade gått till andra kandidater. 
Frei och PDC hade som valtema att genomföra en rad sociala och ekonomiska reformer i Chile. Bland annat utlovade Frei jordreformer, minskad inflation, ökat förstatligande av landets koppargruvor som var i amerikansk ägo samt bekämpning av analfabetismen på landsbygden. Frei lanserade också ett omfattande socialt program för familjer med många barn och små inkomster. Programmet innehöll förslag på långfristiga lån, utan ränta och borgen, till småhus och för inventeringar i jordbruk och egen näringsverksamhet, samt införande av barnbidrag för fattiga familjer. 
Efter segern i parlamentsvalet 1965, där PDC blev största parti och fick egen majoritet i deputeradekammaren, lyckades Frei och PDC i stor utsträckning att uppnå sina politiska mål, då 51 procent av koppargruvorna förstatligades. Freis försök till en jordreform misslyckades däremot, och endast ett fåtal jordlösa bönder fick ägande till egen mark. Hans familjepolitik förverkligades och långivning för småhus och småföretag genomfördes. Inflationen minskade från nivåer mellan 30 och 40 procent, men låg kvar höga nivåer mellan 15 och 25 procent.
Frei tog ett initiativ till att bilda Andinska gruppen, ett frihandelsområde och en överstatlig organisation för länderna i Latinamerika, med EG som förebild. Planerna kom aldrig att förverkligas på grund av oenighet mellan regeringarna om vad organisationens institutioner som parlament och domstol skulle placeras och de militärkupper som genomfördes i flera länder under 1970- och 1980-talen. 
År 1970 var det inte möjligt för Frei att kandidera för ytterligare en mandatperiod. Inviter från konservativa och liberaler om ett att införa en speciallag för Frei, som skulle möjliggöra ytterligare en period, avvisades av PDC som olaglig och grundlagsvidrig. Valet 1970 vann Salvador Allende med 35,8 procent av rösterna före Jorge Alessandri med 36,3 procent, och PDC:s kandidat Radomiro Tomic som blev trea med 27,9 procent. 

## Freis relation till Allende och Pinochet,
Efter Allendes valseger 1970 blev Frei övertygad om Allende ville införa vad han kallade för ett ”totalitärt projekt” och ett ”kommunistiskt tyranni”. Frei anklagade Allende för att bryta mot den överenskommelse som vänsteralliansen FRAP hade träffat med kristdemokraterna om att respektera det demokratiska systemet, privat äganderätt, oberoende domstolar och fria massmedier, för att få PDC:s stöd inför kongressens val av president; enligt den då gällande grundlagen var det kongressen som slutgiltigt utsåg president om ingen kandidat hade uppnått 50 procent i valet. Under Allendes mandatperiod kom Frei och PDC dock att anklaga Allende för att bryta mot landets grundlag. Efter parlamentsvalet 1973 placerades Frei på posten som president i senaten, och blev därmed en huvudfigur i oppositionen mot Allende.  
Den 22 augusti 1973 anklagade senaten Allendes politik för att strida mot grundlagen. Några veckor senare störtades Allende i en militärkupp ledd av Augusto Pinochet. Frei hyste en förhoppning om att Chile efter en kort tid med generalerna vid makten skulle återgå till situationen innan 1970. I ett brev från 1974 till Mariano Rumor, som efterträtt honom som ordförande för den Kristdemokratiska internationalen, försvarade Frei militärkuppen som nödvändig för att stoppa vad han ansåg var etableringen av en kommunistisk diktatur under Allende.
När Pinochet inte lämnade ifrån sig makten efter militärkuppen kom Frei sedan att närma sig motståndet mot militärdiktaturen. Frei utnyttjade den relativa frihet som hans internationella berömmelse gav honom till att agera mot diktaturen på olika sätt. 1975 inledde han en nationell namninsamling mot militärregimen med krav på återgång till demokrati. Kampanjen misslyckades. Han tog initiativ till en regimkritisk organisation inom den katolska kyrkan och framförde sin kritik internationellt i intervjuer med utländska journalister. Frei sattes under övervakning av Pinochets säkerhetstjänst Dirección de Inteligencia Nacional (DINA) och hans pass togs i beslag. 
Frei var en produktiv skribent. I hans texter är inspiration från personalism och kommunitarism tydlig. Debattartiklar, essäer och analyser av politik, social utveckling och kommentarer kring juridik och författningsfrågor publiceras i hela Latinamerika. Under militärdiktaturen smugglades manuskript utomlands och publicering i Chile skedde genom illegala kanaler. Frei sista större text var The Humanist Message från 1981, som skrevs på engelska och spreds för publicering i Nordamerika och Europa med hjälp av en släkting.
Efter Freis återval till val till senatspresident, strax innan militärkuppen 1973, avslöjade U.S. Foreign Relations Subcommittee i Washington att den amerikanska underrättelsetjänsten CIA i hemlighet hade stött hans valkampanj 1964 genom finansiering av annonsering och utbildning av valarbetare med 20 miljoner dollar. Detta avslöjande skadade Frei och PDC:s trovärdighet, främst i Chile, där många vänsterväljare hade ifrågasatt om kristdemokraterna och Frei verkligen bedrev mittenpolitik.

## Död
Frei avled i Santiago den 22 januari 1982, i vad som officiellt beskrevs som sviter efter ett kirurgiskt ingrepp i bukhålan.
Hans död var länge omdiskuterad och anklagelser framfördes om att Frei skulle ha blivit förgiftad av Pinochets säkerhetstjänst DINA. Efter att spår av senapsgas påträffats i Freis kropp vid en obduktion genomförd av ett forskarlag från Gents universitet i Belgien lämnade hans familj in en stämning till en lokal domstol med krav om att en brottsutredning skulle påbörjas och att en ny dödsförklaring skulle upprättas. 2007 avvisade en lokal domstol familjens krav, men familjen överklagade detta domslut till en regional domstol. Hösten 2009 beslutade en domstol att åtala sex personer med kopplingar till Pinochet-diktaturen för inblandning i giftmordet på Frei.
Frei är begravd på Cementerio General de Santiago.